# La Bouche d'air
La Bouche d'air est une association culturelle installée à Nantes, en France, dont la vocation est l'organisation de concerts, principalement de chanson française.

## Présentation
Fondée en 1982, elle réalise, depuis 1988, la programmation d'une cinquantaine de concerts par an, exclusivement dans la salle Paul-Fort, rue Basse-Porte, près du marché de Talensac (dont le sous-sol est occupé par un club de jazz, Le Pannonica).
L'association contribue à la création pour la jeune chanson française et à des actions éducatives.